# Emil Flygare
Johan Magnus Gustaf Emil Flygare, född den 24 juli 1848 i Stockholm, död den 17 april 1907 i Gårdstånga församling, Malmöhus län, var en svensk präst. Han var far till Carl Flygare och Anna Flygare-Stenhammar.
Flygare blev student vid Uppsala universitet 1868 och prästvigdes 1873. Han blev komminister och skollärare i Ingarö kapellförsamling, Uppsala ärkestift, 1873, svensk präst i Paris 1876, vid sidan av det sjömanspräst i Dunkerque, Calais och Boulogne 1877, pastor vid svenska församlingen i Paris 1882, kyrkoherde i Kristianstad, Lunds stift, 1884 och i Gårdstånga 1904. Flygare var kontraktsprost i Villand 1901–1905 och inspektor för Kristianstads högre allmänna läroverk 1901–1905. Han utgav tal och predikningar och var utgivare av Kristendomen och vår tid från 1906. Flygare blev ledamot av Nordstjärneorden 1886. Han är begravd på Gårdstånga kyrkogård.